# Gerrit Bramer

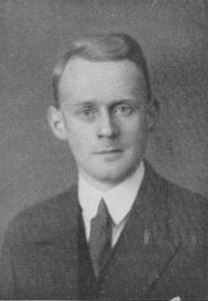
Gerrit Bramer

Gerrit Bramer (Nijverdal, 10 december 1904 – Den Ham, 18 juli 1991) was een Nederlands politicus van de ARP.
Hij werd geboren als zoon van Christiaan Frederik Bramer (1875-1944) en Janke Tamminga (1879-1967). Zijn vader was koopman en vanaf 1931 burgemeester van Stad Hardenberg. Zelf was hij als adjunct-commies werkzaam bij de provinciale griffie van Overijssel voor hij in september 1938 benoemd werd tot burgemeester van Den Ham. In 1943 werd hij vervangen door een NSB-burgemeester maar na de bevrijding keerde Bramer terug als burgemeester van Den Ham. In 1970 ging hij daar met pensioen en in 1991 overleed hij op 86-jarige leeftijd.